# Agrias aristoxenus
Agrias aristoxenus är en fjärilsart som beskrevs av Friedrich Wilhelm Niepelt 1913. Agrias aristoxenus ingår i släktet Agrias och familjen praktfjärilar. Inga underarter finns listade i Catalogue of Life.